# Cimetière d'El Alia
 (décembre 2016).
Si vous disposez d'ouvrages ou d'articles de référence ou si vous connaissez des sites web de qualité traitant du thème abordé ici, merci de compléter l'article en donnant les références utiles à sa vérifiabilité et en les liant à la section « Notes et références ».
Le cimetière d'El Alia est un cimetière algérien situé dans la commune d'Oued Smar non loin de la cité Yahia Boushaki, dans la banlieue est d'Alger, fruit de la donation en 1928 d'un terrain de 78 hectares par sa propriétaire dénommée El-Alia Hamza (originaire des Ouled Naïl), avant son départ à La Mecque.
Ce cimetière, le plus grand d'Algérie avec plus de 250 000 tombes, comporte un carré dédié aux martyrs de la révolution algérienne.

## Personnalités enterrées dans le cimetière d'El Alia
En dehors des personnes répertoriées comme étant inhumées au cimetière d'El Alia ayant une page dans l'encyclopédie, d'autres personnalités sont inhumées dans le cimetière, notamment Khaled Aït-Mouheb, Abdelkader Blidi, Izza Bouzekri, Omar Driss, Abdelkrim Hassani, Ali Mellah, Nouredine Nait Mazi.